# Ed McCully
Edward "Ed" McCully (1 de junio de 1927 - 8 de enero de 1956) fue un misionero cristiano en Ecuador que, junto con otros cuatro misioneros, fue asesinado mientras intentaba evangelizar al pueblo Huaorani, a través de esfuerzos conocidos como la Operación Auca en Ecuador.

## Biografía
McCully era el segundo mayor de tres hijos. Creció en Milwaukee, Wisconsin, donde su padre era ejecutivo de una panadería. La familia asistió a una asamblea de los Hermanos de Plymouth llamada en ese momento la "Capilla de las Buenas Nuevas", pero ahora se llama "Capilla Bíblica de Wauwatosa". El padre de McCully también era un anciano de la iglesia, que predicaba desde el púlpito. [cita requerida]

### Años universitarios
En el otoño de 1945, McCully se matriculó en Wheaton College, donde se especializó en negocios y economía. También fue en Wheaton donde conoció y se hizo buen amigo de Jim Elliot.
En la universidad, McCully fue un estudiante excepcional. Con 6'2 "y 190 libras, demostró ser muy atlético y estuvo en los equipos de fútbol y atletismo. También se distinguió como un orador talentoso y se hizo muy popular entre sus compañeros de clase. Su discurso de autoría sobre EE. UU. El secretario del Tesoro, Alexander Hamilton, ganó para McCully el Concurso Nacional de Oratoria Hearst en San Francisco en 1949, un concurso en el que participaron más de 10.000 estudiantes. Ese mismo año, McCully fue elegido por unanimidad presidente de la clase superior.
Después de graduarse de Wheaton en 1949, McCully ingresó a la Facultad de Derecho de la Universidad de Marquette con la intención de convertirse en abogado. Justo antes de su segundo año allí, tomó un trabajo como recepcionista nocturno en un hotel. Originalmente con la intención de pasar las largas horas estudiando el trabajo de clase, en cambio, comenzó a leer más de la Biblia. La narración bíblica de Nehemías, así como su correspondencia con Jim Elliot, quien en ese momento estaba haciendo los preparativos para partir hacia Ecuador, inspiraron a McCully a considerar el trabajo misionero. Finalmente, el 22 de septiembre de 1950, el día antes de matricularse para su segundo año de escuela, anunció que no regresaría.

### Ministerio en América

Placa homenaje a Jim Elliot y Ed McCully en el Wheaton College.

Después de abandonar la facultad de derecho, McCully comenzó un ministerio en los Estados Unidos. En el invierno y la primavera de 1951, él y Jim Elliot compartieron una transmisión de radio cristiana semanal. También viajó y habló en varias iglesias alrededor del país. En una parada en Pontiac, Michigan, conoció a su futura esposa, Marilou Hobolth, graduada del Instituto Bíblico Moody. Se casaron el 29 de junio de 1951.
Luego ingresó a la Escuela de Medicina Misionera en Los Ángeles (hoy parte de la Universidad de Biola). Allí pasó un año estudiando odontología, obstetricia y enfermedades tropicales y sus tratamientos.

### Ministerio en Ecuador
Los McCully fueron a Ecuador apoyados por Christian Missions in Many Lands (CMML). Ed, Marilou y su hijo de 8 meses, Stevie, partieron hacia Ecuador en barco el 10 de diciembre de 1952. Primero se quedaron en Quito para terminar su estudio de español, luego se unieron a Jim Elliot y Pete Fleming en su estación misionera en Shandia. Finalmente, los McCully se instalaron en la estación misionera de Arajuno en lo profundo de la jungla. Trabajaron con los indios quechuas.
En el otoño de 1955, McCully, junto con Jim Elliot y el piloto misionero Nate Saint, comenzaron la Operación Auca, su plan para llegar a los indios Auca previamente no contactados. Dado que los Auca tenían la reputación de ser una de las tribus más asesinas del mundo, se hizo todo lo posible para ganarse su confianza. Los misioneros comenzaron haciendo entregas de obsequios desde el avión de Saint. McCully solía acompañar a Saint en estas misiones.
Cuando los misioneros sintieron que habían establecido suficiente relación con los aucas, decidieron desembarcar en su territorio. En ese momento, Roger Youderian y Pete Fleming también se habían unido al esfuerzo. Saint pudo aterrizar el avión en un banco de arena a lo largo del río Curaray. Sin embargo, después de un contacto amistoso por tierra con tres aucas, los misioneros fueron atacados por un grupo de seis guerreros aucas y tres mujeres. McCully fue el cuarto de los cinco misioneros alanceados por un joven auca llamado Mincaye, y también gravemente mutilado con un machete después de que agarró e intentó contener a uno de sus atacantes. Su papel se describe en la película de 2006 End of the Spear.
Poco después, se organizó un grupo de búsqueda para encontrar a los hombres. El grupo de búsqueda no encontró el cuerpo de McCully, pero se supuso que estaba muerto. Más tarde, algunos indios quechuas encontraron su cuerpo río abajo e incluso presentaron el zapato y el reloj de pulsera de McCully como evidencia.

### Familia sobreviviente
En el momento de la muerte de Ed, Marilou estaba embarazada de ocho meses de su tercer hijo, Matt. Regresó a casa para dar a luz y reunirse con la familia. El servicio conmemorativo de Ed McCully se llevó a cabo en su iglesia local en Wauwatosa, Wisconsin, y atrajo a unas 800 personas.
Marilou finalmente regresó a Ecuador y vivió en Quito durante 6 años, administrando un hogar para niños misioneros. Más tarde regresó a Estados Unidos y se instaló en el estado de Washington, donde trabajó como contable del hospital y se desempeñó como pianista en Evergreen Bible Chapel en Federal Way, Washington. Nunca se volvió a casar y murió de cáncer el 24 de abril de 2004.